# Fire & Ice - La sfida più grande
Fire & Ice - La sfida più grande (De feu et de glace) è un film per la televisione francese del 2008, diretto da Joyce Buñuel. È andato in onda in prima visione in Svizzera l'8 novembre 2008.

## Trama
Alexia Moreno, una giovane pattinatrice artistica allenata dalla sorella Valérie, partecipa ai campionati di Francia, dove, per battere la rivale Katie Lérac, tenta un triplo axel, ma cade e si frattura il tendine d'Achille. Il verdetto dei medici è che Alexia non potrà più pattinare: abbandonata dalla federazione e dalla sorella, che viene assegnata come allenatrice a Katie, Alex si dà all'alcol e ai locali notturni. Alcuni mesi dopo, la ragazza incontra Jacques Rocaille, un ex pattinatore che ha avuto un incidente simile al suo e che si offre di allenarla per farla partecipare alla nuova edizione dei campionati di Francia. Inizialmente scettica, Alexia accetta e, con l'aiuto di Jacques, impara a dominare le emozioni e incontra il padre mai conosciuto, che aveva abbandonato le due figlie dopo la morte della moglie. Alexia trova anche l'amore con Malik, nipote di Jacques e suo coreografo, ma, il giorno prima della finale dei campionati, Jacques muore d'infarto. Nonostante il dolore, Alexia decide di competere lo stesso: memore delle parole del suo allenatore, che le aveva detto di credere in sé stessa, la ragazza tenta nuovamente il triplo axel, stavolta con successo, ed entra nella storia del pattinaggio.